# Cedrata romana
La cedrata romana (anche chiamata burè roca) è una varietà di pera, tipica del Piemonte e, in particolare, della provincia di Cuneo.

## Storia
La varietà è diffusa soprattutto in Piemonte; a inizio Novecento veniva considerata positivamente e ritenuta adatta sia ai frutteti casalinghi che a quelli di speculazione. Nei decenni del secondo dopoguerra si espanse parecchio ed arrivò a coprire circa il 10% della produzione di pere piemontese. Il nome della varietà un tempo, al mercato di Torino, veniva italianizzato in butirra rocca. Oggi è considerata una varietà "antica", particolarmente indicata per frutteti familiari. La fascia dove ne rimangono tutt'ora più esemplari è quella pedemontana.

## Caratteristiche

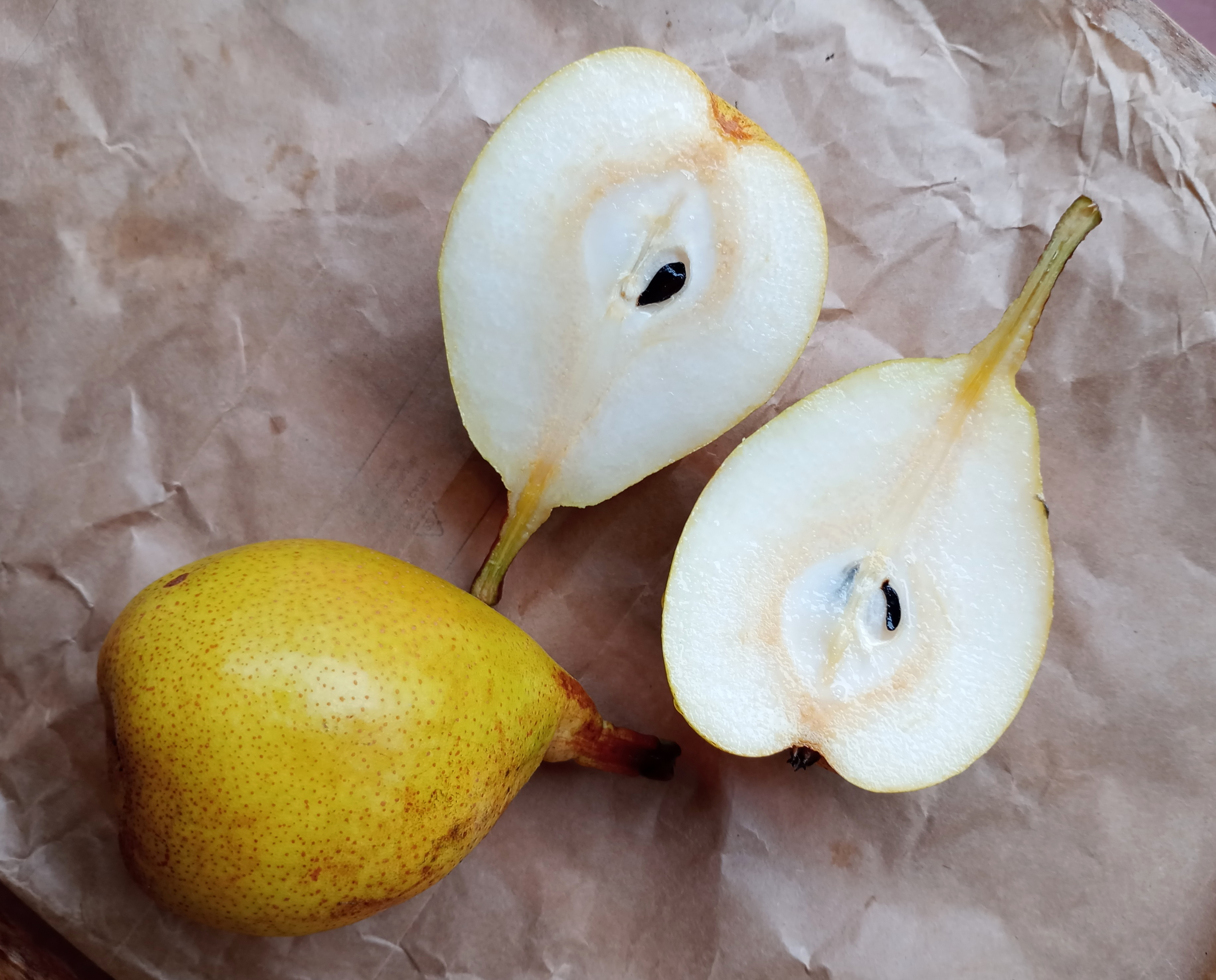
Frutti sezionati

I frutti sono di grossa pezzatura ed hanno la buccia di un colore tendente al giallo citrino. La polpa si presenta aromatica ed ha una consistenza granulosa e non troppo compatta. Il frutto è apprezzato per le sue buone caratteristiche organolettiche ed è utilizzato principalmente per il consumo fresco. La raccolta avviene in genere nella seconda metà di settembre. La pianta è di media vigoria e fruttifica sia sulle lamburde che sui brindilli. Le piantine sono acquistabili presso vivaisti specializzati.